# Medyń
Medyń, Medyn (ukr. Медин) – wieś na Ukrainie w rejonie tarnopolskim obwodu tarnopolskiego, około 50 km na wschód od Tarnopola.

## Historia
W rejonie miejscowości w 1920 rozegrała się bitwa pomiędzy wojskami polskimi a sowieckimi.
Od 1933 proboszczem rzymskokatolickim w Medynie był ks. Antoni Kania.
Do 2020 w rejonie podwołoczyskim.

## Zabytki
- cerkiew pw. Opieki Matki Bożej z l. 1861–1862[8] (obecnie należy do Kościoła Prawosławnego Ukrainy)
- ruiny kościoła parafii rzymskokatolickiej, która znajdowała się w Tokach pod koniec XIX w.

## Linki zewnętrzne

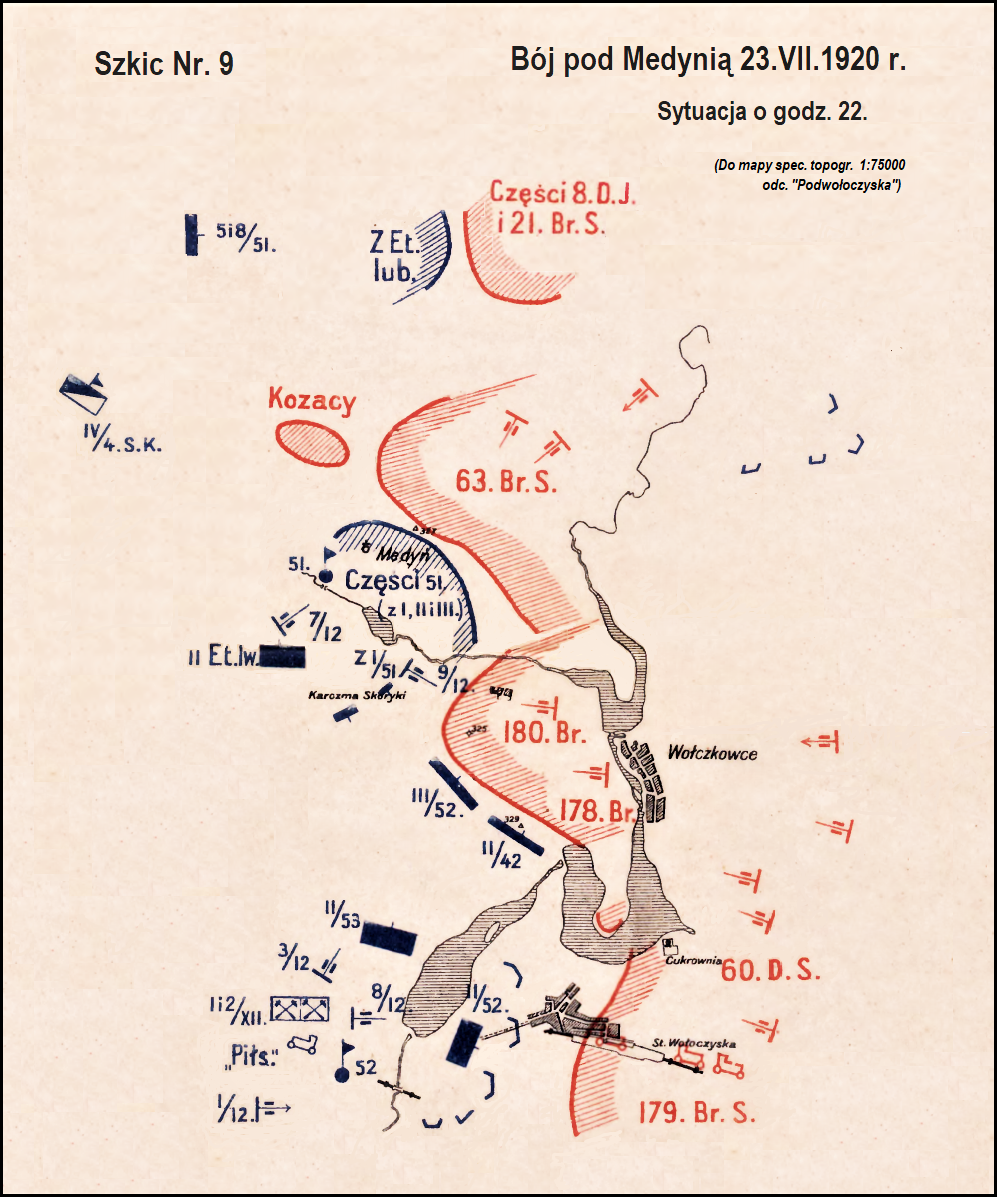
M. Kukiel, Bitwa pod Wołoczyskami.
Bój pod Medyniem

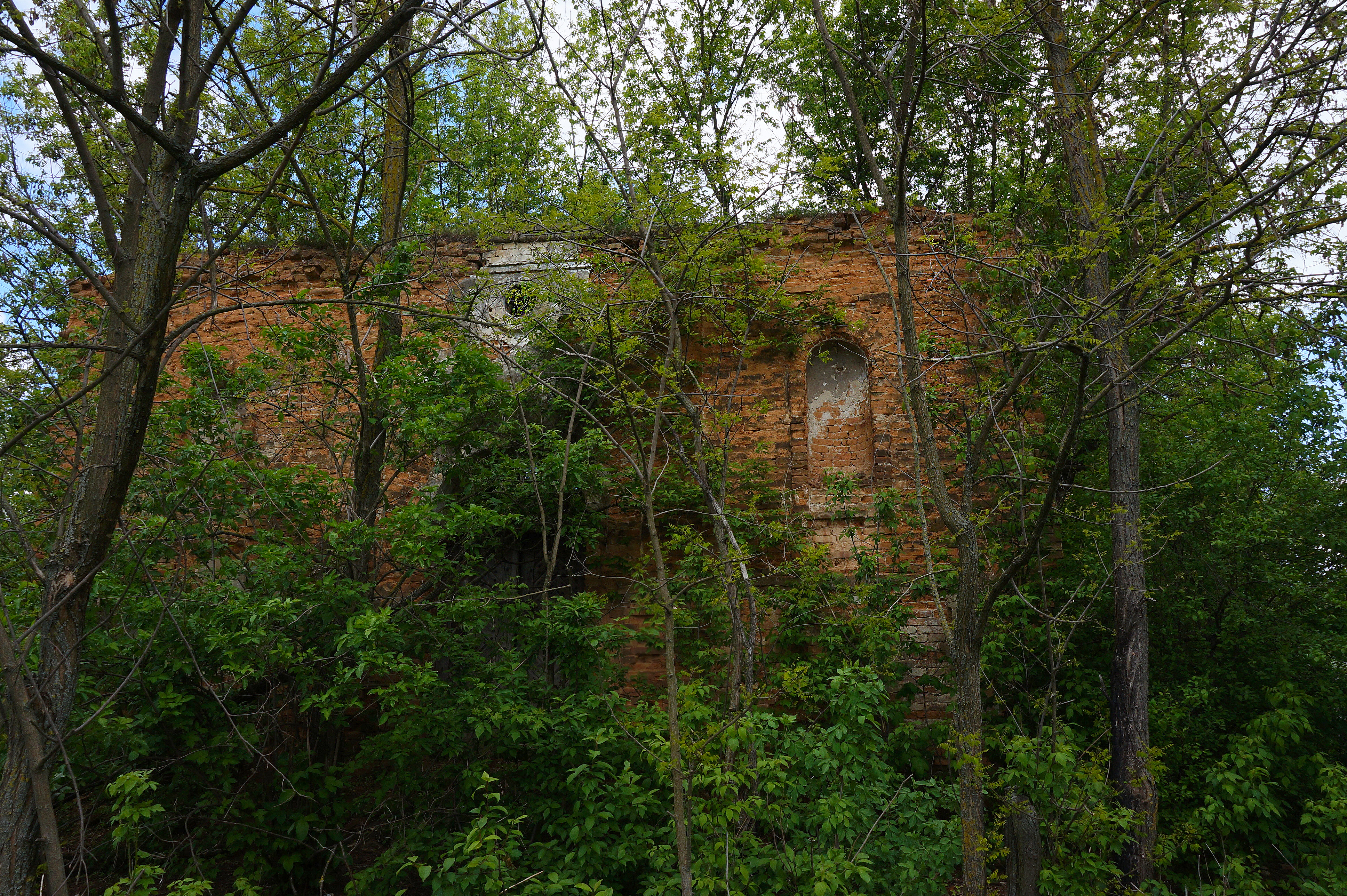
Ruiny kościoła

## Urodzeni
- Józef Światło
- Leszek Żuchowski